# Marie-Louise Riche
Marie-Louise Riche, née Marie-Louise Henriette Thérèse Paul-Dubois le 2 avril 1900 à Paris 16e et morte le 24 octobre 1994 à Paris 17e, est une écrivain et historienne française.

## Biographie
Marie-Louise Paul-Dubois est la petite-fille de Paul Dubois et d'Hippolyte Taine, ainsi que la sœur de Bernardine Melchior-Bonnet. Épouse de l'avocat Charles-Émile Riche, elle est la mère de l’historienne et biographe Geneviève Chastenet.

## Œuvres
- Audacieuse Catherine de Sienne, 1960. Prix Broquette-Gonin 1961.
- Le Drame de Savonarole, 1967.